# Gnophos orbicularia
Gnophos orbicularia là một loài bướm đêm trong họ Geometridae.